# Kyle Moir
Kyle Moir (* 25. Mai 1986 in Calgary, Alberta) ist ein ehemaliger kanadischer Eishockeytorwart, der zuletzt bei Eindhoven Kemphanen in der niederländischen Eredivisie unter Vertrag stand.

## Karriere
Kyle Moir spielte von 2002 bis 2007 für die Swift Current Broncos in der Western Hockey League. In der Saison 2003/04 gelang ihm der Durchbruch in der WHL, als er zum Stammtorwart der Broncos avancierte und in 46 Partien der regulären Saison zwischen den Pfosten stand. Während dieser Zeit wurde er beim NHL Entry Draft 2004 in der fünften Runde an Position 139 von den Nashville Predators ausgewählt. In den folgenden drei Saisonen räumte er seine Position als Stammtorhüter nicht mehr; dabei gelang Moir in der Spielzeit 2004/05 mit einer Fangquote von 91,6 Prozent seine statistisch beste Saison im Trikot der Swift Current Broncos. 2007 wurde Moir für besonderes humanitäres Verhalten mit der Doug Wickenheiser Memorial Trophy ausgezeichnet und gewann auch die Auszeichnung als CHL Humanitarian of the Year.
Im Kalenderjahr 2007 entschied sich der Kanadier für ein Studium an der Lakehead University und ging für deren Eishockeymannschaft im Canadian Interuniversity Sport aufs Eis. Im Eishockeyteam der Lakehead University bildete er zunächst ein Duo mit Chris Whitley. Nachdem er dort vier Saisonen verweilt hatte, wurde der Kanadier im Februar 2011 von den Utah Grizzlies aus der ECHL verpflichtet. Kurze Zeit später debütierte er für die Grizzlies in der ECHL, als Moir am 25. Februar 2011 in der Begegnung gegen die Victoria Salmon Kings zu seinem einzigen ECHL-Einsatz in der Saison 2010/11 kam. Im Juni 2011 unterzeichnete der Torwart einen Kontrakt beim niederländischen Erstligisten Eindhoven Kemphanen aus der Eredivisie. Nach der Spielzeit 2011/12 beendete der Kanadier seine aktive Karriere.

## Erfolge und Auszeichnungen
- 2007 Doug Wickenheiser Memorial Trophy
- 2007 CHL Humanitarian of the Year